# Logron
Logron település Franciaországban, Eure-et-Loir megyében. Lakosainak száma 587 fő (2022. január 1.). Logron Saint-Denis-Lanneray, Flacey, Vald'Yerre és Dangeau községekkel határos.

## Népesség
A település népességének változása:
| Lakosok száma | 470  | 491  | 499  | 502  | 581  | 584  | 585  | 578  | 577  | 587  |
|               | 1968 | 1982 | 1990 | 2006 | 2013 | 2015 | 2017 | 2019 | 2020 | 2022 |